# 宮繁之
宮繁之（1975年11月14日—），日本男性動畫師、動畫導演、演出家、人物設計師。

## 人物簡介
1999年進入STUDIO DEEN任職。2005年播出的電視動畫特輯《魯邦三世：天使的策略～夢的碎片是殺人的香味～》首次擔任導演。之後主要參加MADHOUSE、MAPPA及Brain's Base動畫的製作。

## 主要參加作品

### 電視動畫
- HUNTER×HUNTER (1999年版)（2000年，動畫）
- 銀河冒險戰記（2000年，原畫）
- PROJECT ARMS The 2nd Chapter（2001年，作畫監督）
- 魯邦三世：EPISODE: 0 初次交鋒（日语：ルパン三世 EPISODE:0 ファーストコンタクト）（2002年，作畫監督）
- 魔法咪路咪路（2002年，原畫）
- 青檸色之戰奇譚（2003年，OP&ED原畫）
- 音速小子X（2003年，原畫、OP作畫）
- 京極夏彥 巷說百物語（2003年，人物設定、作畫監督）
- 魯邦三世：天使的策略 ～夢的碎片是殺人的香味～（日语：ルパン三世 天使の策略 〜夢のカケラは殺しの香り〜）（2005年，導演）
- BUZZER BEATER (WOWOW版)（2005年，導演、人物設定）
- BUZZER BEATER (日本電視台版)（2007年，導演、人物設定）
- Yes！光之美少女5（2008年，演出）
- 全力兔（2008年，分鏡）
- 第一神拳 New Challenger（2009年，分鏡、OP原畫）
- BLEACH（2009年，分鏡）
- 青色文學系列「心」（2009年，導演、人物設定）
- 奇蹟少女KOBATO.（2010年，分鏡）
- 學園默示錄 HIGHSCHOOL OF THE DEAD（2010年，分鏡）
- 刀鋒戰士 (2011年電視動畫)（2011年，怪物設定、分鏡）
- 坂道上的阿波羅（2012年，分鏡、原畫）
- 名偵探柯南／魔術快斗（2012年，分鏡）
- BLOOD LAD 血意少年（2013年，導演）
- 我們大家的河合莊（2014年，導演、分鏡、OP演出&原畫、ED分鏡）
- 東京殘響（2014年，分鏡）
- 牙狼〈GARO〉-炎之刻印-（2014年，分鏡、背景插圖提供）
- 食戟之靈（2015年，分鏡）
- 潮與虎（2015年，分鏡）
- 青春×機關槍（2015年，監修、分鏡、ED分鏡&原畫）※更一燈名義。
- 吸血鬼僕人（2016年，總導演、分鏡）※更一燈名義。
- 最遊記RELOAD BLAST（2017年，分鏡）※更一燈名義。
- 鬼平（2017年，導演）
- OVERLORD II（2018年，分鏡）
- 消滅都市（2019年，導演、分鏡、演出）

### OVA
- 戰鬥妖精雪風（2003年，原畫）
- 魯邦三世：GREEN vs RED（日语：ルパン三世 GREEN vs RED）（2008年，導演）
- SUPERNATURAL：THE ANIMATION（2011年，導演、人物原案）

### 網路動畫
- 亡念之扎姆德（2008年，分鏡、演出）

### 柏青哥遊戲
- 鐵拳對鋼拳BLUES（2011年，人物設定）